# Little Willie John
William Edward John (15. listopadu 1937, Cullendale, Arkansas, USA - 26. května 1968, Walla Walla, Washington, USA) známý hlavně pod jménem Little Willie John; byl americký R&B zpěvák, který byl v roce 1996 uveden do Rock and Roll Hall of Fame.